# Koryfes Orous Gkiona, Charadra Reka, Lazorema Kai Vathia Lakka
Koryfes Orous Gkiona, Charadra Reka, Lazorema Kai Vathia Lakka este o arie protejată (arie de protecție specială avifaunistică — SPA) din Grecia întinsă pe o suprafață de 10.561,5 ha, integral pe uscat.

## Localizare
Centrul sitului Koryfes Orous Gkiona, Charadra Reka, Lazorema Kai Vathia Lakka este situat la coordonatele 38°38′11″N 22°15′57″E / 38.636266°N 22.265815°E.

## Înființare
Situl Koryfes Orous Gkiona, Charadra Reka, Lazorema Kai Vathia Lakka a fost declarat arie de protecție specială avifaunistică în octombrie 2002 pentru a proteja 33 de specii de animale.

## Biodiversitate
Situată în ecoregiunea mediteraneană, aria protejată nu include niciun habitat protejat.
La baza desemnării sitului se află mai multe specii protejate de  păsări (33): uliu cu picioare scurte (Accipiter brevipes), fluierar de munte (Actitis hypoleucos), minunița (Aegolius funereus), ciocârlie-de-câmp (Alauda arvensis), fâsă-de-câmp (Anthus campestris), lăstunul mare (Apus apus), buha (Bubo bubo), șorecarul comun (Buteo buteo), caprimulg (Caprimulgus europaeus), șerpar (Circaetus gallicus), erete vânăt (Circus cyaneus), erete alb (Circus macrourus), prepeliță (Coturnix coturnix), lăstun de casă (Delichon urbicum), ciocănitoare cu spate alb (Dendrocopos leucotos), ciocănitoare neagră (Dryocopus martius), presură de grădină (Emberiza hortulana), Falco eleonorae, șoim călător (Falco peregrinus), vânturel de seară (Falco vespertinus), rândunică (Hirundo rustica), sfrâncioc roșiatic (Lanius collurio), Leiopicus medius, ciocârlie de pădure (Lullula arborea), prigoare (Merops apiaster), codobatura galbenă (Motacilla flava), grangur (Oriolus oriolus), vultur pescar (Pandion haliaetus), viespar (Pernis apivorus), ciocănitoare verzuie (Picus canus), turturică (Streptopelia turtur), Sylvia ruppeli, Tachymarptis melba
Pe lângă speciile protejate, pe teritoriul sitului au mai fost identificate 2 specii de păsări.